# استیسی کیو
استیسی کیو (به انگلیسی: Stacey Q) با نام کامل استیسی لین سوین (به انگلیسی: Stacey Lynn Swain) (زاده ۳۰ نوامبر ۱۹۵۸) خواننده، ترانه‌سرا، رقصنده و بازیگر آمریکایی است.